# C14H17NO7
化学式C14H17NO7（摩尔质量：311.29 g/mol）可以指：
- 蜀黍氰苷，CAS号：499-20-7
- 吉莉苷，CAS号：645-02-3

|  | 这个同类索引页列出了具有相同分子式的化学物（即同分異構體）条目。 除非您是有意链接至本页，否则应将相应条目的内部链接指向正确的条目。 |